# Maciste contre les hommes de pierre
Pour plus de détails, voir Fiche technique et Distribution.
Maciste contre les hommes de pierre (titre original : Maciste e la regina di Samar) est un péplum italo-français, réalisé par Giacomo Gentilomo et sortie en 1964. Ce film met en scène le personnage de Maciste.

## Synopsis
Pour augmenter son pouvoir, la ténébreuse reine de Samar passe un pacte avec les "hommes de pierre", des extra-terrestres venus de la Lune. Elle accepte de leur livrer en sacrifice des enfants de son peuple en échange de leur aide. Averti, Maciste ne peut rester sans intervenir…

## Fiche technique
- Titre : Maciste contre les hommes de pierre
- Titre original : Maciste e la regina de Samar
- Réalisation : Giacomo Gentilomo
- Scénario : Giacomo Gentilomo, Angelo Sangermano, Arpad DeRiso, Nino Scolaro
- Musique : Carlo Franci (it)
- Directeur de la photographie : Oberdan Troiani (it)
- Montage : Beatrice Felici
- Direction artistique : Amedeo Mellone
- Décors : Giorgio Hermann
- Costumes : Maria Luisa Panaro
- Production : Luigi Mondello, Nike Cinematografica, Comptoir Français de Productions Cinématographiques
- Pays d'origine :  Italie,  France
- Genre : Péplum
- Durée : 90 minutes
- Date de sortie :
  -  : 27 juin 1964
  -  : 24 février 1965
  -  : mai 1965

## Distribution
- Alan Steel (VF : René Arrieu) : Maciste (crédité en tant qu'Alan Steel)
- Jany Clair (VF : Elle-même) : la reine de Samar
- Nando Tamberlani (it) (VF : Paul Villé) : Gladius
- Paola Pitti (it) : la fille de Tirteo (créditée en tant que Paola Piretti)
- Roberto Ceccacci (it) (VF : Michel Gatineau) : Rudolphis
- Attilio Dottesio : Xelon
- Salvatore Borgese : meneur de l'embuscade contre Maciste (non crédité)
- Anna Maria Polani (VF : Claude Chantal) : Agar
- Goffredo Unger (VF : Jean Violette) : Mogol
- Giuliano Raffaelli (VF : Lucien Bryonne) : Tirteo, l'aubergiste
- Franco Morici (VF : Philippe Ogouz) : Timor

## Récompenses et distinctions

### Nominations
- Saturn Award 2006 :
  - Saturn Award de la meilleure collection DVD (au sein du coffret Mystery Science Theater 3000 Collection Vol. 7 & 8)

## Hommages et continuations
Ce film a connu un regain d'intérêt après avoir été diffusé dans un épisode de la série culte Mystery Science Theater 3000 (la version américaine a changé le nom du héros Maciste en Hercule).
Maciste contre les hommes de pierre a fait l'objet en 2015 d'un détournement intégral baptisé Maciste contre le Capital. Celui-ci, procédant par faux-doublages, se veut à la fois un hommage de passionné à l'esthétique du cinéma populaire des années soixante, et une œuvre politique, conçue sur le modèle de La dialectique peut-elle casser des briques? (René Vienet, 1973).